# Mariana Mazzucato
Mariana Francesca Mazzucato (nascida em 16 de junho de 1968) é uma economista e acadêmica ítalo-americana-britânica. Ela é professora de Economia da Inovação e Valor Público na University College London (UCL) e diretora fundadora do Instituto de Inovação e Propósito Público da UCL (IIPP). Ela é mais conhecida por seu trabalho sobre as dinâmicas da mudança tecnológica, o papel do setor público na inovação e o conceito de valor na economia . A revista The New Republic a chamou de uma das "pensadoras mais importantes sobre inovação".
Entre 2011 and 2017, foi professora da cátedra RM Phillips de Ciência e Tecnologia da Universidade de Sussex.
Mazzucato publicou amplamente nos campos da economia da inovação, teoria do valor e economia política, sendo autora de vários livros, incluindo The Entrepreneurial State: Debunking Public vs. Private Sector Myths, The Value of Everything: Making and Taking in the Global Economy, e Mission Economy: A Moonshot Guide to Changing Capitalism.
Sua carreira tem enfatizado a tradução de ideias econômicas em políticas públicas, e ela ocupa vários cargos de alto nível em políticas públicas. Atualmente, ela é presidente do Conselho sobre Economia da Saúde para Todos da Organização Mundial da Saúde, membro do Conselho de Assessores Econômicos do Governo Escocês, do Conselho Consultivo Econômico do Presidente da África do Sul, e do Conselho Consultivo de Alto Nível em Assuntos Econômicos e Sociais das Nações Unidas.
Em 2021, em reconhecimento por suas contribuições à teoria e à política econômica, Mazzucato recebeu o Grande Ufficiale Ordine al Merito della Repubblica Italiana do Presidente da Itália, a mais alta honraria civil do país.

## Publicações selecionadas

### Livros
- Mazzucato, M. (2011), The Entrepreneurial State, Demos, London, UK. ISBN 978-1-906693-73-2, 149 páginas.
- Mazzucato, M., Lowe, J., Shipman, A. and Trigg, A. (2010), Personal Investment: Financial Planning in an Uncertain World, Palgrave Macmillan, Basingstoke UK, ISBN 978-0-230-24660-7, 448 páginas.
- Mazzucato, M. and Dosi, G. (Eds, 2006), Knowledge Accumulation and Industry Evolution: Pharma-Biotech, Cambridge University Press, Cambridge UK, ISBN 0-521-85822-4, 446 páginas.
- Mazzucato, M. (Ed, 2002), Strategy for Business, A Reader, Sage Publications, London, 2002, ISBN 0-7619-7413-X, 378 páginas.
- Mazzucato, M. (2000), Firm Size, Innovation and Market Structure: The Evolution of Market Concentration and Instability, Edward Elgar, Northampton, MA, ISBN 1-84064-346-3, 138 páginas.

### Artigos
- Mazzucato, M. and Tancioni, M. (2012), “R&D, Patents and Stock Return Volatility,”Journal of Evolutionary Economics, Vol. 22 (4):811–832.
- Demirel, P. and Mazzucato, M. (2012), “Innovation and Firm Growth: Is R&D Worth It?”Industry and Innovation, Vol. 19, (2).
- Demirel, P. and Mazzucato, M. (2010), "The Evolution of Firm Growth Dynamics in the US Pharmaceutical Industry", Regional Studies, Vol. 44 (8), pp. 1053–1066.
- Mazzucato, M. and Tancioni, M. (2008), "Idiosyncratic Risk and Innovation: A Firm and Industry Level Analysis", Industrial and Corporate Change, Vol. 17 (4), pp. 779–811.
- Mazzucato, M (2006), "Innovation and Stock Prices", Revue de L’Observatoire Francais de Conjonctures Economiques", June 2006, Special Issue on Industrial Dynamics, Productivity and Growth.
- Mazzucato, M. and Tancioni, M. (2005), "Indices that Capture Creative Destruction: Questions and Implications", Revue d’Economie Industrielle. 110 (2nd tr.), pp. 199–218.
- Mazzucato, M. (2003), "Risk, Variety and Volatility: Innovation, Growth and Stock Prices in Old and New Industries", Journal of Evolutionary Economics, Vol. 13 (5), pp. 491–512.
- Geroski, P. and Mazzucato, M. (2002), "Learning and the Sources of Corporate Growth", Industrial and Corporate Change, Vol. 11 (4), pp. 623–644.
- Mazzucato, M. (2002), "The PC Industry: New Economy or Early Life-Cycle", Review of Economic Dynamics, Vol. 5 (2), pp. 318–345.
- Geroski, P. and Mazzucato, M. (2002), "Myopic Selection and the Learning Curve", Metroeconomica, Vol. 53 (2), pp. 181–199.
- Mazzucato, M. and Semmler, W. (2002), "The Determinants of Stock Price Volatility: An Industry Study", Nonlinear Dynamics, Psychology, and Life Sciences, Vol. 6 (2), pp. 230–253.
- Geroski, P. and Mazzucato, M. (2002), "Modelling the Dynamics of Industry Populations", International Journal of Industrial Organization, Vol. 19 (7), pp. 1003–1022.
- Mazzucato, M. (2000), "Firm Size, Innovation, and Market Share Instability: the Role of Negative Feedback and Idiosyncratic Events", Advances in Complex Systems, Vol. 3 (1–4), pp. 417–431.
- Mazzucato, M. and Semmler, W. (1999), "Stock Market Volatility and Market Share Instability during the US Automobile Industry Life-Cycle", Journal of Evolutionary Economics, Vol. 9 (1), pp. 67–96.
- Mazzucato, M. (1998), "A Computational Model of Economies of Scale and Market Share Instability", Structural Change and Economic Dynamics, Vol. 9 (1), pp. 55–83.